# Ruffohyale milloti
Ruffohyale milloti is een vlokreeftensoort uit de familie van de Hyalidae. De wetenschappelijke naam van de soort is voor het eerst geldig gepubliceerd in 1958 door Ruffo.